# Aberrapex senticosus
Aberrapex senticosus is een lintworm (Platyhelminthes; Cestoda). De worm is tweeslachtig. De soort leeft als parasiet in andere dieren.
Het geslacht Aberrapex, waarin de lintworm wordt geplaatst, wordt tot de familie Lecanicephalidea incertae sedis gerekend. Aberrapex senticosus werd in 2001 voor het eerst wetenschappelijk beschreven door Jensen.